# 猿橋勝子
猿橋 勝子（さるはし かつこ、1920年3月22日 - 2007年9月29日）は、日本の地球科学者である。専門は地球化学。海洋放射能の研究などで評価された。東邦大学理事・客員教授を歴任。東京生まれ。

## 略歴
東京府立第六高等女学校（現・東京都立三田高等学校）を経て、帝国女子理学専門学校（現・東邦大学理学部）を卒業。中央気象台研究部（現・気象庁気象研究所）で三宅泰雄の指導を受けた。1954年のビキニ事件におけるいわゆる「死の灰」による大気･海洋汚染の研究以後、三宅と大気及び海洋の放射能汚染の調査研究を行い評価された。その研究成果は1963年の部分的核実験禁止条約成立に繋がった。
1957年、東京大学理学博士「天然水中の炭酸物質の行動について」。 1958年に設立された「日本婦人科学者の会」の創立者のひとり。
1980年、気象庁気象研究所を定年退官するにあたって集まった寄付金をもとに「女性科学者に明るい未来をの会」を設立し、女性科学者を表彰する「猿橋賞」を創設。第22回猿橋賞を受賞した真行寺千佳子によると、猿橋は同賞の創設以来、賞についての正確な情報の流布と効果的な広報を徹底しており、たとえば受賞時の真行寺による記者への受け答えの最中に「研究内容の説明が難しすぎる」と叱咤したという。
1980年に女性で初めて日本学術会議会員に選ばれる。翌1981年、エイボン女性大賞を受賞。1985年、「放射性及び親生元素の海洋化学的研究」によって日本地球化学協会から第13回三宅賞を受賞。1993年、「長年の海水化学の進歩への貢献」によって日本海水学会から田中賞（功労賞）を受賞。平和・民主・革新の日本をめざす全国の会（全国革新懇）世話人も務めた。
2007年9月29日、間質性肺炎のため東京都内の病院で死去。87歳没。

## 海洋の放射能汚染調査
1960年、カリフォルニア大学サンディエゴ校スクリップス海洋研究所（Scripps Institution of Oceanography）のセオドア・フォルサム博士（Theodore Robert Folsom）らは、南カリフォルニアの海水中のセシウム137の濃度をネイチャー誌に発表した。一方、三宅、猿橋らは日本近海におけるセシウム137の濃度を報告し、その値はフォルサムらの報告した値よりも10～50倍の高さを示した。三宅、猿橋らは日米における測定値の差を海流の解析によって説明したが、海水で希釈されるので放射能汚染の心配はないとして核実験の安全性を主張していたアメリカを初めとした科学者からは猿橋らの測定を誤りだとして批判が起こった。
そこで、三宅はアメリカ原子力委員会に同一の海水を用いた日米の相互検定を申し入れ、1962年から1963年の間、猿橋は放射能分析法の相互比較を目的としてスクリップス海洋研究所に招聘され、フォルサムとの間で微量放射性物質に対する分析測定法の精度を競うこととなった。猿橋の分析は高い精度を示し、フォルサムは猿橋の分析を認め高く評価するようになり、日米の測定法の相互比較の結果は共著として発表されることとなった。

## トピック
2018年3月22日のGoogle Doodleは彼女の生誕98年を記念したものとなった。

## 著書
- 猿橋勝子　『地球はどんな物質から出来ているか』　恒星社厚生閣〈楽しい理科教室24〉、1955年。
- 日本分析化学会編　『新分析化学講座10 標準分析と試験法 化学工業編』　共立出版、1960年。
- 樋口恵子編　『女性の適職 - 仕事とわたし』　啓隆閣、1973年。
- 猿橋勝子　『女性として科学者として』　新日本出版社、1981年。
- 猿橋勝子　『学ぶこと生きること - 女性として考える』　福武書店、1983年、ISBN 4-8288-1089-7。
- 女性学研究会編　『講座女性学2 女たちのいま』　勁草書房、1984年。
- 猿橋勝子・塩田庄兵衛編著　『女性研究者 - あゆみと展望』　ドメス出版、1985年。
- 湯浅明・猿橋勝子編　『女性科学者21世紀へのメッセージ』　ドメス出版、1996年、ISBN 4-8107-0435-1。
- 猿橋勝子　『猿橋勝子 - 女性として科学者として』　日本図書センター〈人間の記録97〉、1999年、ISBN 4-8205-4343-1。
- 猿橋勝子監修　『親愛なるマリー・キュリー - 女性科学者10人の研究する人生』　東京図書、2002年、ISBN 4-489-00634-9。